# Friederich Tutein
Johann Friederich Tutein (født 9. december 1757 i København, død 6. marts 1853 sammesteds) var en dansk industridrivende og handelsmand.
Friederich Tutein var søn af grosserer Peter Tutein. Han har sikkert fra ung været bestemt til købmand, men først 1798 tog han borgerskab som grosserer, samme dag som to fætre Didrik og Peter Tutein, med hvilke han muligvis forud har været i forbindelse. Sikkert er det i hvert fald, at han efter faderens død i 1799 overtog og fortsatte dennes virksomhed. han overtog da også helt for egen regning den iselin-tuteinske kattunfabrik på Østerbro, og det står sikkert i forbindelse hermed, at han bliver ejer af de tilgrænsende ejendomme Rosendal med Rosenvænget (1802) og Rolighedsdal (1803). For at lære det nyeste ved kattunfabrikationen at kende foretog han en rejse til England og Schweiz, og til sin fabriks udvidelse fik han 1804 et betydeligt lån af staten. Men allerede to år efter solgte han den; han fandt de ved forordningen af 1797 indførte toldforhold for ugunstige. Som interessent i sukkerraffinaderiet St. Croix stod han vel herefter stadig industrien nær, men sin hovedvirksomhed havde han på handelens område, og som købmand nød han stor anseelse. Det er som sådan, at han straks efter Københavns kapitulation 1807 i et brev til grev Ernst Heinrich Schimmelmann med varme udtaler sig for, at der snarest bør sluttes fred med England, og det er nærmest selvfølgeligt, at F. Tutein & Co. er med, da den nævnte minister året efter forhandler med forskellige handelshuse angående vigtige finansielle forhold. Det tuteinske hus førte på forskellig måde an i København. Den statelige gård, han ved århundredskiftet havde bygget sig i Vimmelskaftet, var et gæstfrit hjem, hvor musikken dyrkedes. 10. december 1785 havde han ægtet den musikalsk begavede Regine Sophie Wraatz (1766 – 1847), datter af hofleverandør Jacob Wraatz. Foruden i København holdt ægtefællerne hus på hovedgården Edelgave ved Måløv, som havde købt 1809.
Fra 1808 var han preussisk konsul, fra 1816 generalkonsul. 1832 blev den gamle, ansete købmand formand for Grosserersocietetets komité, hvad han var til 1842, fra 1840 med etatsrådstitel. Da 1848 kom, var den 90-årige mand endnu så åndslivlig, at han harmfuld over Tysklands optræden nedlagde sit preussiske konsulat. Han døde først 6. marts 1853, rask omtrent til det sidste.
Han blev begravet i Sankt Petri Kirkes kapel og senere flyttet til Hvedstrup Kirke.
Der findes et portrætmaleri af Peter Cramer fra 1768. Pastel af Christian Horneman fra 1813 (Grosserersocietetet). Afbildet på tegning af familien, ifølge traditionen udført af Lorenz Frølich 1835, efter denne litografi. Maleri af Adam Müller udstillet 1843. Tegning af Lorenz Frølich udateret og 1845, efter sidstnævnte litografi af I.W. Tegner og af Peter Gemzøe. Buste af Jens Adolf Jerichau, bemalet af Lorenz Frølich (Frederiksborgmuseet). Flere malerier af ubekendte kunstnere.